# Czerwień faluńska

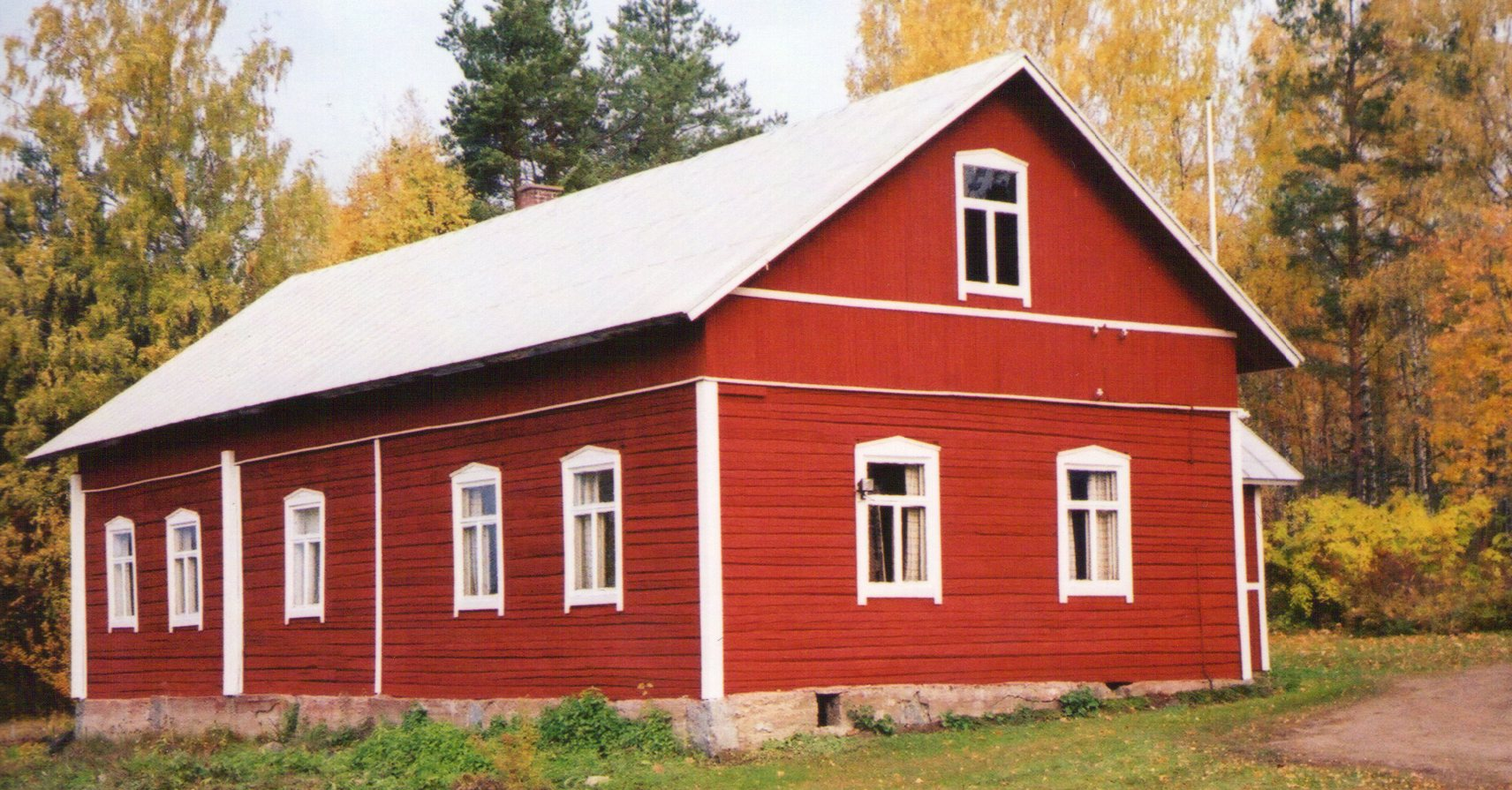
Budynek pomalowany farbą o barwie „czerwień faluńska”

Czerwień faluńska (szw. Faluröd, Falu rödfärg, fin.-szw. rödmylla, rödmull) – charakterystyczny odcień czerwonej barwy farby emulsyjnej stosowanej tradycyjnie do malowania drewnianych elewacji domów w Szwecji i Finlandii.
Barwa farby jest wynikiem zastosowania czerwonego pigmentu z (zamkniętej już) kopalni miedzi w Falun w Szwecji, stamtąd również pochodzi jej nazwa. Pierwsze wzmianki o farbie pochodzą z 1573 roku. Farba popularna jest do dziś, ze względów tradycyjnych, estetycznych, a także z uwagi na swoje impregnujące działanie na drewno.